# Hans Conrad Escher von der Linth
Hans Konrad Escher von der Linth (Zúric, 24 d'agost de 1767 -Zúric, 9 de març de 1823) fou un polític, artista i científic suís. Va ser president del Gran Consell de la República Helvètica (1798-1799). També va publicar un estudi sobre els Alps Suissos. També és destacada la seva feina en la canalització del riu Linth.

## Biografia[calcitació]
Va néixer a Zuric, la seva família estava relacionada amb els negocis tèxtils de sedes. El seu pare era un administrador del cantó de Zúric i va dirigir una fàbrica tèxtil pròspera. Escher, tenia onze germans i germanes, es va fer càrrec dels negocis del seu pare el 1788. Va rebre formació a la seva ciutat natal. Va visitar les ciutats suïsses de Morges i Ginebra, per tal d'aprendre francès fou instruït per Jean-Pierre Etienne Vaucher. Estudia economia i ciències bàsiques a Göttingen, Alemanya. On va rebre fortes influències de Kant i Jean-Jacques Rousseau.
Juntament amb el seu amic i company polític Paul Usteri, va fundar el Schweizer Republikaner, un diari d'opinió reformista moderada.En els anys següents es va iniciar-se en política. Gràcies al seu judici, la força de caràcter i el patriotisme va guanyar responsables llocs administratius en el seu cantó natal, i el 1798, durant l'ocupació francesa, va ser el cap del Gran Consell de Suïssa. El 1798 va ser elegit pel parlament de la República Helvètica, i va ser nomenat president del Gran Consell la tardor del mateix any.
Escher va començar la seva obra més important en la hidràulica el 1803 sobre la lluita contra la devastació causada per les inundacions del riu Linth. El Linth era en aquell moment un riu de muntanya ràpida que desemboca al llac de Zuric que causava greus danys per inundacions durant tot l'any. Segons el pla d'Escher el riu Linth es portaria cap al veí llac de Walen a l'est. La connexió amb el llac de Zuric, estaria a càrrec d'un canal artificial. Fou completament acabat el 1823, mig any després de la seva mort. Escher i els seus descendents barons van obtenir el cognom "von der Linth." 
Després de la reconstrucció del govern suís de Napoleó el 1803, es va retirar del món de la política, però va continuar participant-la en assumptes que incrementaven el benestar de la gent. En l'última dècada de la seva Escher va ser de nou actiu en la política i administració del cantó de Zuric. El seu únic fill, Arnold (1807-1872), va ser un important geòleg dels Alps.
Poc després de tornar dels seus viatges, Escher va començar les investigacions geològiques dels Alps que el va tenir ocupat durant molts anys. Ja el 1796 va publicar un estudi geològic dels Alps suïssos, que va ser seguit més tard per una sèrie de perfils geològics de Zúric fins al Pas de Sant Gotard. El 1809, en el curs de les seves aventures a la part superior de la vall Linth, Escher va fer una observació que ha estat de gran importància per a les concepcions posteriors de l'estructura geològica dels Alps. Ell va trobar la "formació grauvaques" (més tard conegut com el Permià Verrucano) que es troba per sobre de la més jove "Formació Calcària dels Alps" (més tard coneguda com la pedra calcària del Juràssic Lochseiten). Escher no va veure les conseqüències d'aquesta estratificació inversa una de les raons va ser, sens dubte, les dures crítiques de Leopold von Buch, que van rebutjar la seva interpretació.
Una controvèrsia entre Escher i Buch desenvolupar un altre punt. Buch i molts altres geòlegs de l'època els resultava difícil acceptar l'erosió de l'aigua com la causa fonamental de la formació de les grans valls dels Alps. Ells van atribuir aquest procés en lloc, a antigues esquerdes i enfonsaments tectònics. Escher va rebutjar aquests punts de vista, donant pel seu exemple la vall del Valais, la més important dels Alps. La direcció d'aquesta vall no segueix el curs i la vaga de les roques a les parets de la vall, sinó que els talla en un angle de trenta a quaranta graus. Escher atribueix una gran influència en la formació de les valls a l'erosió pels rius.
Es va reconèixer més que la distribució de roques erràtiques, es correspon amb les conques dels grans rius alpins el Rin, l'Aare, el Reuss, i el Roine. Escher va pensar que aquestes roques van ser transportades de la seva conca en catastròfiques inundacions, avui sabem que les glaceres del Plistocè en les mateixes valls transportaven roques característiques del substrat en les seves morenes a l'avantpaís del nord. Les roques presents en diverses ocasions les conques de les glaceres es van distribuir així per separat. I l'observació d'Escher, però, era fonamentalment sòlida.
En els seus treballs geològics Escher es va mostrar com un observador precís, minuciós i crític que va defugir la hipòtesi i les teories que proposaven. La seva modèstia el va portar a publicar només alguns dels seus estudis geològics i investigacions. Va dirigir el pla per a la canalització del riu Linth, ja que les seves inundacions eren un problema que provocava condicions d'adversitat, construint el canal entre 1808 i 1822. Posteriorment també va ajudar en projectes similars.